# 大红门站 (国铁)

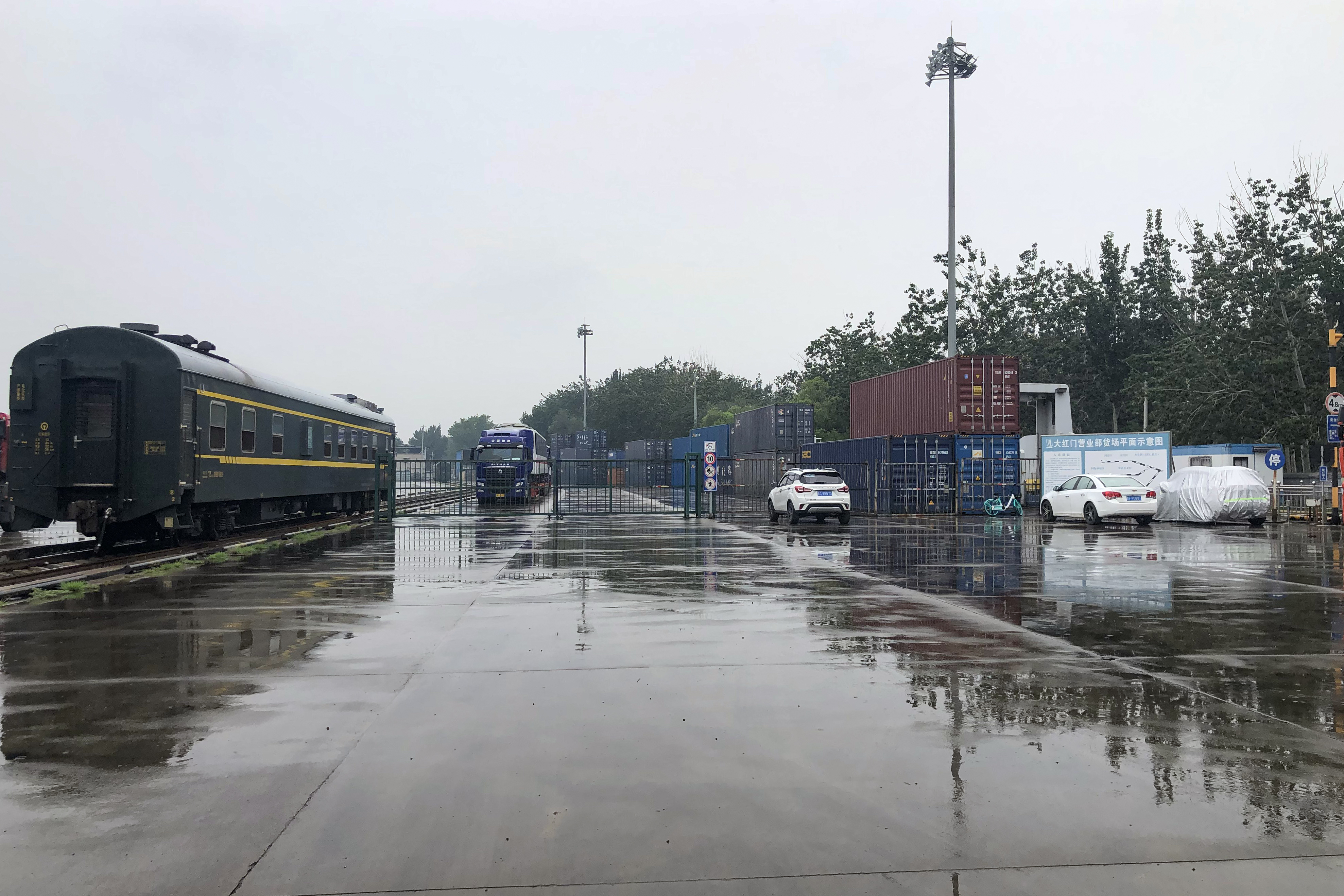
大红门站货场

大红门站位于北京市丰台区公益庄，1907年随南苑支线建成，1958年易址改建:156，是北京铁路枢纽中的一个主要货运站，等级为二等站，也是北京市区规模最大的铁路货运站。途经该站的线路有丰双铁路（京广线、丰沙线、京哈线方向）、南苑铁路（北京南苑机场方向）以及与李营站的联络线（京九线、京沪线方向）。尽管北京地铁10号线在大红门设有同名车站，但大红门地铁站与位于公益桥南侧的大红门货运站并不在同一位置，相距3公里。

## 利用状况
大红门站曾多次担当救灾物资运输的起点站，如2008年的中国南方雪灾和汶川大地震期间。2010年，由于广安门站拆除，大红门站与百子湾、双桥两站共同承接原广安门站的货运业务。
2014年10月，北京铁路局开行自驾游汽车运输班列，首班列车由大红门开往杭州艮山门。此后的国家法定假期内，北京铁路局继续开行自驾游运输班列，且旅客仍在大红门托运汽车。
2021年5月起，北京地铁17号线列车陆续经铁路运抵大红门货场，并在该站通过货车转运至次渠南停车场。